# Crime + Investigation
Crime + Investigation è stato un canale televisivo tematico italiano edito da A+E Networks Italia. La sua programmazione è interamente dedicata al crimine e trasmette documentari di tipo factual.

## Storia
Il canale viene lanciato alla numerazione 117 di Sky Italia il 16 dicembre 2013, all'interno del pacchetto Sky TV.
Il 29 marzo 2014 Crime + Investigation si trasferisce al canale 118.
Il 7 gennaio 2015 la versione a definizione standard chiude.
Il 17 gennaio 2017 cambia logo e grafica per adattarsi alla versione mondiale.
A marzo 2017 la versione a definizione standard riapre sulla numerazione 188.
Il 4 giugno 2018 si trasferisce al canale 119.
Il 1º ottobre 2019 il canale è transmesso in Svizzera in sostituzione di Nat Geo People.
Dall'11 giugno 2020 il canale è disponibile su Sky Go.
Dal 9 settembre 2020 il canale è visibile esclusivamente in HD sul satellite; tuttavia la versione SD del canale continua ad essere disponibile in streaming su Sky Go.
Il 25 marzo 2021 la versione SD viene chiusa definitivamente, venendo sostituita su Sky Go dalla versione in HD.
Dal 1º luglio 2021, in seguito ad una riorganizzazione dei canali Sky, è visibile anche sulla LCN 414.
Il 31 ottobre 2023, il canale termina definitivamente le proprie trasmissioni, venendo sostituito dal nuovo canale Sky Crime dal giorno successivo.

## Loghi

29 marzo 2014 - 17 gennaio 2017
17 gennaio 2017 - 31 ottobre 2023
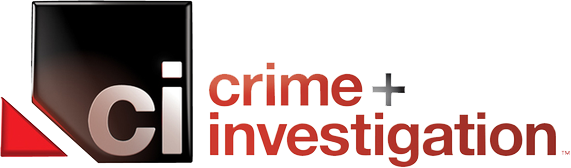
29 marzo 2014 - 31 ottobre 2023

## Palinsesto

### Programmi televisivi prima della chiusura
- 24 ore per morire
- A letto con Psyco
- Assassini intoccabili
- Caro amico ti uccido
- Città in giallo
- Cold case - casi irrisolti
- Con le peggiori intenzioni
- Confessioni di un assassino
- Delitti
- Finché moglie non ci separi
- Giovani a rischio
- Giovani, carini, assassini
- I miei 60 giorni all'inferno
- Il volto del male
- L'amore tossico
- Lady killer
- Le prime 48 ore
- Le vite degli altri
- Maledetto il posto in cui ti ho incontrato
- Nato per uccidere
- Profondo nero
- Se muori mi fai ricco
- Scomparsi
- Segreti, bugie e omicidi: I casi italiani
- Sotto accusa
- Stalker: attrazione fatale
- Sulla scena del crimine
- Terzo grado
- Un caso da prima pagina
- Un posticino da paura